# Francesco Maria Zuccari
Francesco Maria Zuccari O.F.M.Conv. (Dosolo, 1694 – 1788) è stato un francescano, compositore e organista italiano.

## Biografia
La data di nascita è incerta e dedotta da un ricco epistolario. Zuccari è presente alla basilica di Assisi già nel 1718 come primo organista e dal 1725 al 1727 come maestro di cappella. Nel 1727, dopo aver rifiutato lo stesso incarico a Padova, accettò un trasferimento alla Basilica dei XII Apostoli di Roma. In seguito fu primo organista a Padova dal 1742 al 1749, allorché rinunciò all'incarico per assumere di nuovo la direzione della cappella di Assisi. Portò con sé le musiche scritte a Padova, dove non rimase così nessuna sua opera. Nei fondi musicali conservati ad Assisi (Fondo di Cappella e Fondo del Maestro di Cappella) si trovano invece numerosi manoscritti - talora autografi - di sue opere che, con l'aggiunta di poche altre fonti (quelle ad esempio conservate a Bologna), portano ad attribuire a tale musicista oltre quattrocento composizioni, quasi esclusivamente di musica sacra.

## Sonate per violoncello
Se l'analisi degli elementi grafici conferma con sicurezza che l'autore del manoscritto è di Zuccari, resta da determinare se egli ne sia un semplice copista o se sia anche l'autore delle Sonate. Il suo interesse per il violoncello è testimoniato dalla presenza nello stesso fondo di Assisi di una serie di Esercizi per il Violoncello, autografi e datati 1760; dal punto di vista storico  può essere importante inoltre la vicinanza di Antonio Vandini nel periodo padovano e il fatto che, recandosi a Roma in occasione del Giubileo del 1750, il celebre violoncellista si fermò ad Assisi: le sonate potrebbero essere state scritte (o copiate) per lui.
È prevista la pubblicazione del CD di sei delle dieci sonate per violoncello e basso continuo contenute nel manoscritto eseguite dall'ensemble Mvsica Perdvta, diretto dal Maestro Renato Criscuolo